# Liste der Ortschaften im Bezirk Grieskirchen
Die Liste der Ortschaften im Bezirk Grieskirchen enthält die Gemeinden und ihre zugehörigen Ortschaften im oberösterreichischen Bezirk Grieskirchen.
- Aistersheim
  - Augassen
  - Auwiesen
  - Edt
  - Grub
  - Haid
  - Haidenheim
  - Himmelreich
  - Kottingaistersheim
  - Pöttenheim
  - Rakesing
  - Thalheim
  - Viertlbach

- Bad Schallerbach
  - Gebersdorf
  - Schönau

- Eschenau im Hausruckkreis
  - Altenberg
  - Gferedt
  - Hagenberg
  - Hasledt
  - Hausleithen
  - Hech
  - Hengstberg
  - Hofingerleithen
  - Hofstetten
  - Höllberg
  - Königshub
  - Mitteraubach
  - Neubach
  - Oberaubach
  - Rath
  - Reith
  - Salling
  - Schachen
  - Stilzing
  - Stocket
  - Unteraubach
  - Veitsberg
  - Vilzbach
  - Waldbach
  - Willing
  - Winklpoint

- Gallspach
  - Enzendorf
  - Gferedt
  - Niederndorf
  - Schützendorf
  - Thall
  - Thongraben
  - Vornwald
  - Wies

- Gaspoltshofen
  - Aferhagen
  - Altenhof am Hausruck
  - Aspoltsberg
  - Bachhäuseln
  - Baumgarting
  - Bernhartsdorf
  - Buchleiten
  - Bugram
  - Edt am Stömerberg
  - Eggerding
  - Fading
  - Felling
  - Föching
  - Gramberg
  - Gröming
  - Grub
  - Hairedt
  - Hinterleiten
  - Hofing
  - Höft
  - Holzing
  - Hörbach
  - Hörmeting
  - Hub
  - Kroißbach
  - Kronleiten
  - Leithen
  - Lenglach
  - Mairhof
  - Moos
  - Mösenedt
  - Mühlbach
  - Mühlberg
  - Niederbauern
  - Obeltsham
  - Oberaffnang
  - Oberbergham
  - Oberepfenhofen
  - Obergmain
  - Obergrünbach
  - Oberhöftberg
  - Ohrenschall
  - Salfing
  - Seiring
  - Sölliberg
  - Unteraffnang
  - Unterbergham
  - Unterepfenhofen
  - Untergmain
  - Untergrünbach
  - Unterhöftberg
  - Watzing
  - Weinberg

- Geboltskirchen
  - Aigen
  - Arming
  - Aspet
  - Bergham
  - Brunau
  - Buchet
  - Erlet
  - Gschwendt
  - Holzhäuseln
  - Langau
  - Leithen
  - Lucka
  - Marschalling
  - Niederentern
  - Oberentern
  - Odelboding
  - Piesing
  - Polzing
  - Reitting
  - Roßwald
  - Scheiben
  - Stein
  - Thalham
  - Trattnach
  - Traunhof
  - Wiesing
  - Wilding
  - Zeißerding

- Grieskirchen
  - Hiering
  - Kickendorf
  - Moosham
  - Niederndorf
  - Parz
  - Paschallern
  - Steindlberg
  - Tolleterau
  - Unternberg
  - Untersteinbach
  - Vornwald

- Haag am Hausruck
  - Aubach
  - Bachleiten
  - Brunnberg
  - Buchegg
  - Ditting
  - Dorf
  - Eidenedt
  - Geierau
  - Gotthaming
  - Hatscheksiedlung
  - Hinteregg
  - Hochfeld
  - Hundassing
  - Kreuzerfeld
  - Letten
  - Lugendorf
  - Luisenhöhe
  - Manichgattern
  - Niedernhaag
  - Obermeggenbach
  - Oberntor
  - Pramwald
  - Rampersdorf
  - Reischau
  - Starhemberg
  - Steinpoint

- Heiligenberg
  - Andling
  - Au
  - Bach
  - Bruck
  - Eitzenberg
  - Freindorf
  - Grub
  - Haid
  - Irrenedt
  - Laab
  - Maiden
  - Moos
  - Oberleiten
  - Schörgendorf
  - Süssenbach
  - Wassergraben

- Hofkirchen an der Trattnach
  - Aigen
  - Brunham
  - Gassen
  - Hof
  - Jungroith
  - Panbruck
  - Pichl
  - Regnersdorf
  - Ruhringsdorf
  - Schallbach
  - Sinzing
  - Sommerfeld
  - Still
  - Strötting
  - Weng

- Kallham
  - Aigen
  - Aschau
  - Aspeth
  - Au
  - Auing
  - Baumgarten
  - Birnsteig
  - Ebergassen
  - Endt
  - Erlach
  - Flenkengrub
  - Frauenhub
  - Geßwagen
  - Güttling
  - Hading
  - Häuseln am Holz
  - Henning
  - Hof
  - Holzhäuseln
  - Holzleithen
  - Itzling
  - Kainzing
  - Kallhamerdorf
  - Kimpling
  - Kirchbach
  - Lehen
  - Mairhof
  - Niederleithen
  - Obereibach
  - Obernfurth
  - Oberrühringsdorf
  - Obersameting
  - Parzleithen
  - Pauzenberg
  - Pehring
  - Penzing
  - Poing
  - Puchet
  - Putzenbach
  - Schildorf
  - Sixberg
  - Stockham
  - Unternfurth
  - Unterrühringsdorf
  - Untersameting
  - Wachling
  - Weireth
  - Wies
  - Wiesing
  - Würzberg

- Kematen am Innbach
  - Breitwies
  - Bubendorf
  - Burghartsberg
  - Burgstall
  - Diesting
  - Gaubing
  - Grübl
  - Krottendorf
  - Moos
  - Oberdoppl
  - Oberholzing
  - See
  - Steinerkirchen am Innbach
  - Straß
  - Unterdoppl
  - Unterholzing
  - Wiesing

- Meggenhofen
  - Breinroith
  - Breitwies
  - Bruckhof
  - Egg
  - Erlet
  - Etnischberg
  - Felling
  - Freinberg
  - Gferet
  - Hart
  - Hirm
  - Holzackern
  - Holzhäuseln bei Hart
  - Holzhäuseln bei Wilhelmsberg
  - Inn
  - Kirchberg
  - Kröstlinghof
  - Langdorf
  - Moos
  - Niederbuch
  - Niederetnisch
  - Oberetnisch
  - Obergallspach
  - Oberndorf
  - Pfarrhofsberg
  - Radhof
  - Rahof
  - Roitham
  - Schlatt
  - Straß
  - Trappenhof
  - Vornbuch
  - Wald
  - Wilhelmsberg
  - Wimm
  - Zwisl

- Michaelnbach
  - Aichet bei Grub
  - Aichet bei Kiesenberg
  - Armau
  - Gaisedt
  - Grub
  - Haid
  - Haus
  - Hilpetsberg
  - Holzing
  - Kiesenberg
  - Krumbach
  - Mairdoppl
  - Minithal
  - Niederwödling
  - Oberfurth
  - Oberreitbach
  - Oberspaching
  - Pollesbach
  - Reichenau
  - Schappenedt
  - Schickenedt
  - Schmidgraben
  - Schölmlahn
  - Seiblberg
  - Spöck
  - Stefansdorf
  - Stockedt
  - Unterfurth
  - Unterreitbach
  - Weiking
  - Zelli

- Natternbach
  - Au bei Ed
  - Au bei Natternbach
  - Baumühl
  - Berndorf
  - Bernrad
  - Dopl
  - Eck
  - Ed
  - Fronberg
  - Gaisbuchen
  - Gschaid
  - Haibach
  - Hairet
  - Hochstraß
  - Hörmating
  - Hörzingerwald
  - Hungberg
  - Kapping
  - Kirchberg
  - Knotzberg
  - Kreuz
  - Lichtberg
  - Moos
  - Oberhörzing
  - Obermaggau
  - Obertresleinsbach
  - Pfeneberg
  - Pötzenau
  - Pötzling
  - Püret
  - Reiting
  - Rittberg
  - Schmiedparz
  - Tal
  - Traunolding
  - Untereck
  - Unterhörzing
  - Untermaggau
  - Wolfgrub

- Neukirchen am Walde
  - Achleiten
  - Aigen
  - Baumgarten
  - Eben bei Sankt Sixt
  - Feuermühl
  - Frankengrub
  - Graspoint
  - Hofing
  - Hungberg
  - Inzing
  - Jebing
  - Kirchberg
  - Knotzberg
  - Mäusburg
  - Mehring
  - Mehringerau
  - Moosau
  - Oberbuchberg
  - Obergermating
  - Polstergrub
  - Pühret
  - Spattenbrunn
  - Straß bei Sankt Sixt
  - Unterbuchberg
  - Untergermating
  - Untergrub
  - Vorau
  - Weibing
  - Zierreit

- Neumarkt im Hausruckkreis
  - Kledt

- Pötting
  - Albrechtsberg
  - Dürrnaschach
  - Kronlach
  - Moos
  - Oberaschach
  - Obernfürth
  - Rumpfendopl
  - Spielmannsberg
  - Straßhof
  - Sumeding
  - Unternfürth

- Pollham
  - Aigelsberg
  - Aigen
  - Edt
  - Egg
  - Forsthof
  - Hainbuch
  - Hornesberg
  - Kaltenbach
  - Kleingerstdoppl
  - Kolbing
  - Pollhamerwald
  - Schmidgraben
  - Schönau
  - Wackersbuch
  - Wimm

- Pram
  - Asbach
  - Bernhartsleiten
  - Bruck
  - Doppl
  - Durrach
  - Echtsberg
  - Edt
  - Feldegg
  - Forsthub
  - Gattring
  - Gerhartsbrunn
  - Gewerbepark
  - Gries
  - Großpoxruck
  - Grübl
  - Gstöcket
  - Hebetsberg
  - Hochhub
  - Irringsdorf
  - Kleinpoxruck
  - Klinget
  - Kornrödt
  - Lucka
  - Lughof
  - Oberprenning
  - Pramberg
  - Rabenberg
  - Rabenthal
  - Renhartsberg
  - Rotten
  - Rühring
  - Schulterzucker
  - Standharting
  - Steinbruck
  - Straß
  - Unterleiten
  - Unterprenning
  - Viertlbach
  - Wallner
  - Wimm

- Rottenbach
  - Frei
  - Großwaldenberg
  - Höbeting
  - Holzhäuseln
  - Innernsee
  - Kleinwaldenberg
  - Lamperstorf
  - Mösenpoint
  - Mühllehen
  - Parz
  - Pommersberg
  - Poppenreith
  - Rappoltsberg
  - Schachet
  - Stötten
  - Watzing
  - Weeg
  - Winkling

- St. Agatha
  - Bäckenhof
  - Bräuleiten
  - Dittersdorf
  - Dörfledt
  - Dunzing
  - Ensfeld
  - Ernleiten
  - Etzing
  - Freiling
  - Gmein
  - Götzling
  - Gschwendt
  - Hanging
  - Hatzing
  - Henzing
  - Hollerbrunn
  - Hölzing
  - Holzwühr
  - Hundsdorf
  - Kolmhof
  - Königsdorf
  - Kropfleiten
  - Löcking
  - Löwengrub
  - Miniberg
  - Mitterberg
  - Mühlgraben
  - Parz
  - Pötzling
  - Riesching
  - Sattlberg
  - Schabetsberg
  - Scharzeredt
  - Scheiblberg
  - Schmieding
  - Sonnleiten
  - Steinzen
  - Uring
  - Waid

- Sankt Georgen bei Grieskirchen
  - Aigen
  - Ferdinand-Huber-Siedlung
  - Grub
  - Jörgerberg
  - Maximilian
  - Niedertrattnach
  - Niederweng
  - Obersteinbach
  - Schwabegg
  - Steindlberg
  - Stockwies
  - Stritzing
  - Tolleterau
  - Vierhausen
  - Weidenau

- Sankt Thomas
  - Ebenstraß
  - Eppenedt
  - Großgerstdopl
  - Kirnwies
  - Lameth
  - Naichet
  - Oberprambach
  - Ramesedt
  - Schmidgraben
  - Straß
  - Wimm

- Schlüßlberg
  - Aigendorf
  - Alte Rosenau
  - Am Kröpflmühlerberg
  - Anzenberg
  - Atschenbach
  - Au
  - Brandhof
  - Buchet
  - Dingbach
  - Dingberg
  - Fischleithen
  - Fürth
  - Gewerbepark
  - Haid
  - Handelspark
  - Hiererberg
  - Hiering
  - Hornesberg
  - Kehrbach
  - Kochlöffleck
  - Kröpflmühle
  - Kumpfhub
  - Margarethen
  - Mitterndorf
  - Niederndorf
  - Oberschaffenberg
  - Parz
  - Pühret
  - Rosenau
  - Rosengarten
  - Schaffenberg
  - Schnölzenberg
  - Sonnwies
  - Straßfeld
  - Tegernbach
  - Thal
  - Trattenegg
  - Unternberg
  - Weinberg
  - Wintersberg

- Steegen
  - Asing
  - Enzing
  - Griesbach
  - Kirchenfeld
  - Krottenthal
  - Langenpeuerbach
  - Oberbubenberg
  - Obererleinsbach
  - Ort an der Straß
  - Parz am Öhlstampf
  - Rittberg
  - Sallet
  - St. Pius
  - Steinbruck
  - Stieglhof
  - Unterbubenberg
  - Untererleinsbach
  - Unterndobl
  - Untwüsten
  - Urleinsberg
  - Vest
  - Weireth
  - Windprechting

- Taufkirchen an der Trattnach
  - Adrischendorf
  - Aich
  - Aichet
  - Altenhof
  - Brandstetten
  - Damberg
  - Dietensam
  - Eiblhub
  - Erb
  - Fellhof
  - Fürstling
  - Gries
  - Grubhof
  - Gstötten
  - Haslau
  - Hehenberg
  - Helmling
  - Hofmaning
  - Holz
  - Keneding
  - Korntnerberg
  - Mödlbach
  - Niedertrattnach
  - Oberolzing
  - Obertrattbach
  - Obertrattnach
  - Odlboding
  - Ragering
  - Reischau
  - Roith
  - Unterolzing
  - Untertrattbach
  - Vatersam
  - Weidenau
  - Widldorf
  - Winkl

- Tollet
  - Fürstling
  - Kroisbach
  - Lahof
  - Neuwies
  - Niederwödling
  - Oberwödling
  - Pollhamerwald
  - Schappenedt
  - Schickenedt
  - Schröttenham
  - Spöck
  - Stadlberg
  - Stein
  - Steindlberg
  - Unterstetten
  - Winkeln

- Waizenkirchen
  - Anrath
  - Aschach
  - Auweidenholz
  - Auwies
  - Bäckenhof
  - Breitwies
  - Brunnwald
  - Dittenbach
  - Eitzenberg
  - Esthofen
  - Gewerbepark Süd
  - Gföll
  - Grillparz
  - Hausleiten
  - Holzing
  - Hueb bei Lindbruck
  - Hueb bei Manzing
  - Imperndorf
  - Inzing
  - Keppling
  - Kollerbichl
  - Kranabithen
  - Kropfleiten
  - Lindbruck
  - Manzing
  - Moospolling
  - Niederndorf
  - Niederspaching
  - Obergschwendt
  - Oberviehbach
  - Oberwegbach
  - Parzham
  - Prambacherholz
  - Punzing
  - Purgstall
  - Ritzing
  - Röckendorferholz
  - Schurrerprambach
  - Sittling
  - Steinparz
  - Stillfüssing
  - Stroiß
  - Thall
  - Thallham
  - Untergschwendt
  - Unterheuberg
  - Unterviehbach
  - Unterwegbach
  - Waikhartsberg
  - Waldweidenholz
  - Watzenbach
  - Weg
  - Weidenholz
  - Weinzierlbruck
  - Willersdorf

- Wallern an der Trattnach
  - Bergern
  - Breitwiesen
  - Edlgassen
  - Furth
  - Grub
  - Haag
  - Hilling
  - Holz
  - Holzhäuser
  - Hungerberg
  - Kitzing
  - Mauer
  - Müllerberg
  - Parzham
  - Uttenthal
  - Weghof
  - Winkeln

- Weibern
  - Auhäuseln
  - Buch
  - Dirisam
  - Einberg
  - Eitzenberg
  - Fuchshub
  - Grolzham
  - Grub
  - Gründling
  - Hofreith
  - Niederndorf
  - Ortmanau
  - Pesendorf
  - Schachenreith
  - Schwarzgrub
  - Schwarzschachen
  - Seewiesen
  - Stüblreith
  - Trattnach
  - Unterlehen
  - Untermeggenbach

- Wendling
  - Dötzledt
  - Eck
  - Fellhof
  - Gassen
  - Gugenedt
  - Hareding
  - Hub
  - Kubing
  - Lehen
  - Märzendorf
  - Oberhof
  - Oberhöglham
  - Obernfurth
  - Pauredt
  - Penesedt
  - Perndorf
  - Unterhöglham
  - Weberndorf
  - Weeg
  - Zupfing

- Peuerbach
  - Achleiten
  - Adenbruck
  - Aichet
  - Besenberg
  - Blindenau
  - Brandstätten
  - Breitau
  - Bruck an der Aschach
  - Buch
  - Dunkenedt
  - Eckartsroith
  - Erleinsdorf
  - Feichten
  - Freiling
  - Fuchshub
  - Greinsfurth
  - Gschwendthäuser
  - Haargassen
  - Höhenstein
  - Holzleithen
  - Hötzmannsberg
  - Hub
  - Itzling
  - Kastlingeredt
  - Köppensteegen
  - Leithen
  - Mittereibach
  - Mühlbrenning
  - Niederaching
  - Niederensfelden
  - Niederweiding
  - Nußbaum
  - Oberaching
  - Oberndorf
  - Oberngrub
  - Oberweiding
  - Parz bei Gattern
  - Pfarrhofheuberg
  - Prambeckenhof
  - Pühret
  - Ranna
  - Ratzling
  - Schieferhub
  - Sölden an der Straß
  - Spielmannsberg
  - Staureth
  - Stefansdorf
  - Steingrüneredt
  - Teucht
  - Thomasberg
  - Untereibach
  - Unterheuberg
  - Untertreßleinsbach
  - Usting
  - Waasen
  - Waasnerau
  - Winkl